# Ilja Prachař
Ilja Prachař, né le 30 avril 1924 à Malenovice et mort le 10 août 2005 à Prague, est un acteur et dramaturge tchécoslovaque puis tchèque.

## Biographie
Né à Malenovice, près de Zlín, il est le cadet des trois fils de František Prachař (1899-2001), fonctionnaire de la caisse d'assurance maladie du district de Zlín, et de son épouse Ludmila (1901-1981). Son frère aîné, Drahomír (1922-2008), travaillera dans une société de commerce extérieur, tandis que son frère cadet, Kamil Prachař (cs) (1931-2020), deviendra acteur de théâtre et passera la quasi-totalité de sa carrière professionnelle au théâtre de Cheb. Ses parents sont activement impliqués dans la vie associative et se produisent dans des théâtres amateurs à Zlín et Malenovice. 
Il commence sa carrière d'acteur en tant que membre de la troupe de théâtre de l'Ensemble artistique de l'armée Vít Nejedlý (Armádní umělecký soubor Víta Nejedlého (cs)) (1945-1947), au Théâtre des travailleurs de Zlín (Městské divadlo Zlín (cs)) (1947-1952) et au Théâtre d'Ostrava (Národní divadlo moravskoslezské) (1952-1954). À partir de 1954, il joue au Divadlo pod Palmovkou (cs) de Prague et de 1959 à 1990 au Théâtre de Vinohrady. Au cinéma, son rôle le plus connu est celui du propriétaire terrien avide et radin Trautenberk dans Krkonošské pohádky (cs).
Il est l'auteur de plusieurs pièces de théâtre et scénarios pour la télévision. Dès 1951, il reçoit le Prix d'État pour la pièce Hádajú se o rozumné et, pour son jeu d'acteur, la distinction « Pour un travail d'excellence » (1967), le titre d' Artiste méritoire (Zasloužilý umělec) (1983) et le Prix František Filipovský (Ceny Františka Filipovského (cs)) pour l'ensemble de sa carrière de doublage (1997).
Ilja Prachař était membre du Parti communiste. En novembre 1989, il prononce un discours à Letná (cs) en tant que représentant des acteurs du Théâtre de Vinohrady.
Dans sa vie privée, Ilja Prachař était un grand supporter du club de football Slavia. Au tournant des années 1980 et 1990, il est même président de l'association civique des amis du Slavia pendant sept ans,.
Son épouse Jana Prachařová (cs) (1937-2024) est marionnettiste. Leur fils David Prachař (cs) (né en 1959), leur petit-fils Jakub Prachař (cs) (né en 1983), leurs petites-filles Mariana Prachařová (cs) (née en 1994), Rozálie (née en 2003) et Josefína (né en 2004), leur petit-fils František (né en 2008) et leur arrière-petite-fille Alžběta Malá (cs) (née en 1997) sont tous impliqué comme acteurs.
Il meurt à l'hôpital de Vinohrady le 10 août 2005. Il est enterré au cimetière de Kunratice à Prague dans la tombe familiale.

## Filmographie

### Cinéma
- 1959 : Král Šumavy
- 1962 : Transport z ráje : Moric Herz
- 1965 : A pátý jezdec je strach
- 1965 : Modlitba pro Kateřinu Horovitzovou
- 1965 : Bílá paní : le chef du bureau du ministère Pepík
- 1966 : Lidé z maringotek
- 1967 : Svatba jako řemen : le major, oncle de Vanda
- 1968 : Spalovač mrtvol : Walter Reineke
- 1968 : Všichni dobří rodáci
- 1969 : Světáci : le capitaine de la sécurité publique
- 1969 : Flirt se slečnou Stříbrnou : le rédacteur en chef Emil Procházka
- 1969 : Kladivo na čarodějnice : Reeve
- 1975 : Holka na zabití : le soldat britannique, lieutenant Sláma

### Télévision
- 1959–1960 : Rodina Bláhova (cs), série télévisée
- 1965 : Kůzlátka otevřete..., production télévisée d'une pièce policière : Jahn
- 1969 : Popelka, téléfilm, comte de fées : le père
- 1970 : Za ranních červánků, téléfilm : Monsieur Obroční
- 1971 : F. L. Věk, série : le magistrat Vavák de Mirčice
- 1972–1973 : Ctná paní Lucie, série : Záviš Oulehla de Kronbach
- 1974 : Krkonošské pohádky, téléfilm : Trautenberk
- 1975 : Nejmladší z rodu Hamrů, série : le père Zajíček
- 1975 : 30 případů majora Zemana (série 1974–1979) : l'ingénieur  Richard Čadek (épisode 5 Hon na lišku et 12 Kleště)
- 1975 : Chalupáři, série : Antonín Balabán
- 1976 : Preclíková válka, comédie : Jindřich Danda
- 1977 : Pan Kobkán vdává dceru, farce : Kobkán
- 1978 : Zákony pohybu, série : le président du comité d'entreprise de la société Radiana František Vrba
- 1979 : Inženýrská odysea, série : le père Pešek
- 1980 : Nešťastný šafářův dvoreček (nouvelle version de la série Bakaláři) : le chef d'orchestre
- 1981 : Okres na severu, série : président de la commission de contrôle et de révision du district František Krečmar
- 1984 : Slovácko sa nesúdí, série : le meunier Múčka